# 弗里德里希一世 (安哈尔特)
弗里德里希一世（德語：Friedrich I；1831年4月29日—1904年1月24日），全名利奥波德·弗里德里希·法蘭茲·尼库劳斯（德語：Leopold Friedrich Franz Nikolaus），安哈特公爵，1871年至1904年在位。
弗里德里希出生于德绍，是利奥波德四世與普魯士的弗蕾德里克唯一的兒子。

## 子女
1. 利奧波德（1855年—1886年）
2. 腓特烈（1856年—1918年）
3. 伊麗莎白（1857年—1933年）
4. 愛德華（1861年—1918年）
5. 艾瑞伯特（1866年—1933年）
6. 亞歷山德拉（1868年—1958年）